# Dolomiten-Fingerkraut
Das Dolomiten-Fingerkraut (Potentilla nitida), auch Glanz-Fingerkraut oder Triglav-Rose genannt, ist eine Pflanzenart aus der Gattung der Fingerkräuter (Potentilla) in der Familie der Rosengewächse (Rosaceae).

## Beschreibung

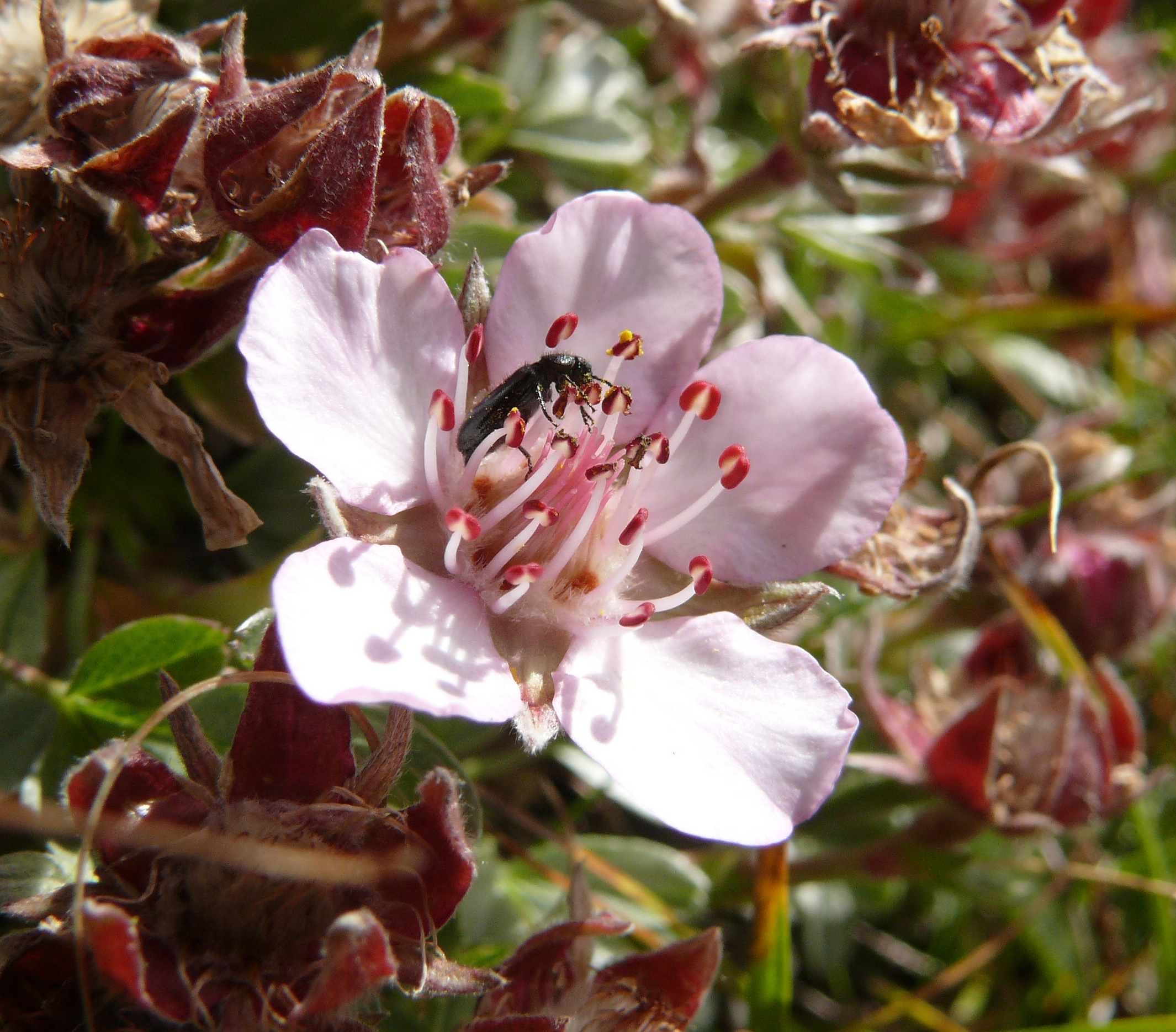
Radiärsymmetrische Blüte im Detail

### Vegetative Merkmale
Das Dolomiten-Fingerkraut wächst als ausdauernde krautige Pflanze und bildet 2 bis 5 Zentimeter hohe silbrige Polster, die teppichartig Fels und Schutt überdecken. Die Stängelblätter sind dicht seidenhaarig und drei- bis fünfteilig gefingert. Die Teilblätter sind vorn gezähnt.

### Generative Merkmale
Die Blütezeit reicht von Juli bis September. Die Blüten stehen einzeln an kurzen Stängeln. Die zwittrigen Blüten sind bei einem Durchmesser von 2 bis 3 Zentimetern radiärsymmetrisch und fünfzählig. Die innen purpurroten Kelchblätter sind lanzettlich. Die rosafarbenen, rundlichen Kronblätter sind länger und heller als die Kelchblätter. Die vielen Staubblätter und Griffel sind purpurrot.

## Vorkommen
Das Verbreitungsgebiet des Dolomiten-Fingerkrautes umfasst die südwestlichen Alpen, die Südalpen vom Comer See bis zu den Steiner Alpen sowie den Apennin. In Österreich kommt diese Art zerstreut in Kärnten und Osttirol vor.
Diese kalkstete Art gedeiht nur auf Felsen und Geröll von Kalk oder Dolomit in sonniger Lage, in Höhenlagen von 1200 bis 3100 Metern.